# Lješevići
Lješevići este un sat din comuna Kotor, Muntenegru. Conform datelor de la recensământul din 2003, localitatea are 150 de locuitori (la recensământul din 1991 erau 222 de locuitori).

## Demografie
În satul Lješevići locuiesc 117 persoane adulte, iar vârsta medie a populației este de 37,7 de ani (35,0 la bărbați și 40,0 la femei). În localitate sunt 33 de gospodării, iar numărul mediu de membri în gospodărie este de 4,55.
Această localitate este populată majoritar de sârbi (conform recensământului din 2003).
|  |

| Demografie | Demografie | Demografie |
| An         | Locuitori  | Locuitori  |
| ---------- | ---------- | ---------- |
|            |            |            |
|            |            |            |
|            |            |            |
|            |            |            |
| 1948       | 159        |            |
| 1953       | 175        |            |
| 1961       | 150        |            |
| 1971       | 130        |            |
| 1981       | 119        |            |
| 1991       | 222        | 220        |
| 2003       | 152        | 150        |

| \| Componența etnică conform recensământului din 2003[2] \| Componența etnică conform recensământului din 2003[2] \| Componența etnică conform recensământului din 2003[2] \| Componența etnică conform recensământului din 2003[2] \| Componența etnică conform recensământului din 2003[2] \| \| ----------------------------------------------------- \| ----------------------------------------------------- \| ----------------------------------------------------- \| ----------------------------------------------------- \| ----------------------------------------------------- \| \| \| \| \| \| \| \| Sârbi \| Sârbi \| \| 132 \| 88% \| \| Muntenegreni \| Muntenegreni \| \| 12 \| 8% \| \| Iugoslavi \| Iugoslavi \| \| 1 \| 0,66% \| \| necunoscută \| necunoscută \| \| 0 \| 0% \| |              |  |     |       |
| Componența etnică conform recensământului din 2003 |              |  |     |       |
| |              |  |     |       |
| Sârbi | Sârbi        |  | 132 | 88%   |
| Muntenegreni | Muntenegreni |  | 12  | 8%    |
| Iugoslavi | Iugoslavi    |  | 1   | 0,66% |
| necunoscută | necunoscută  |  | 0   | 0%    |

## Galerie

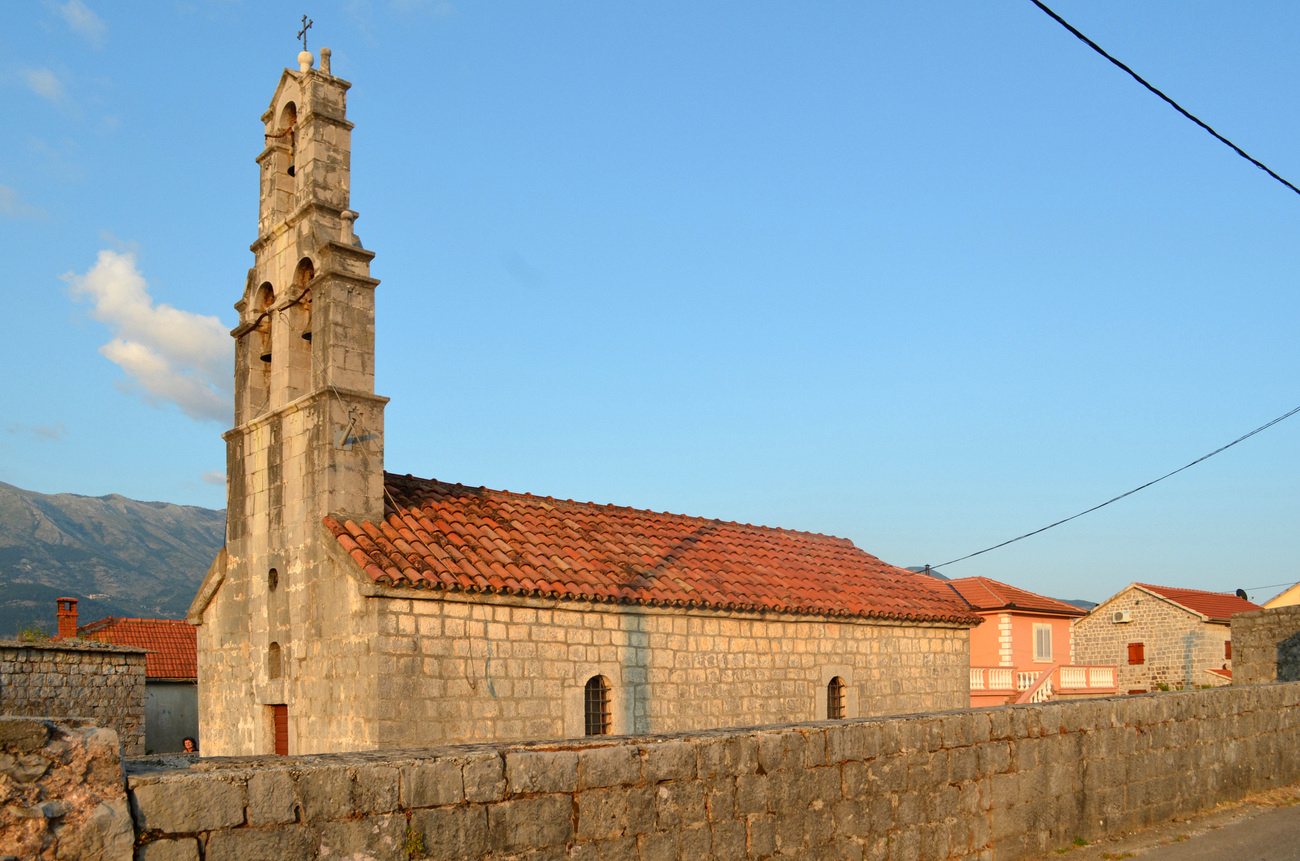
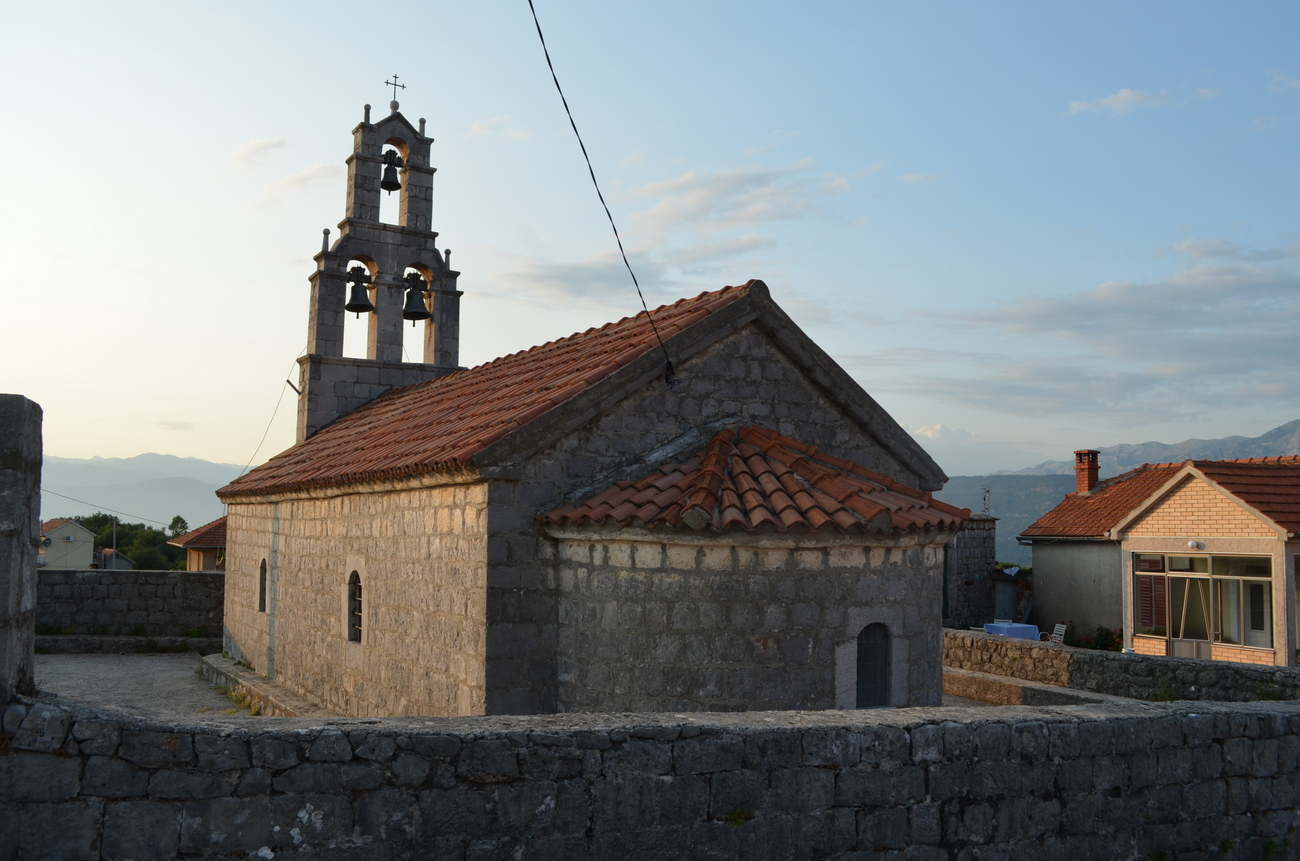
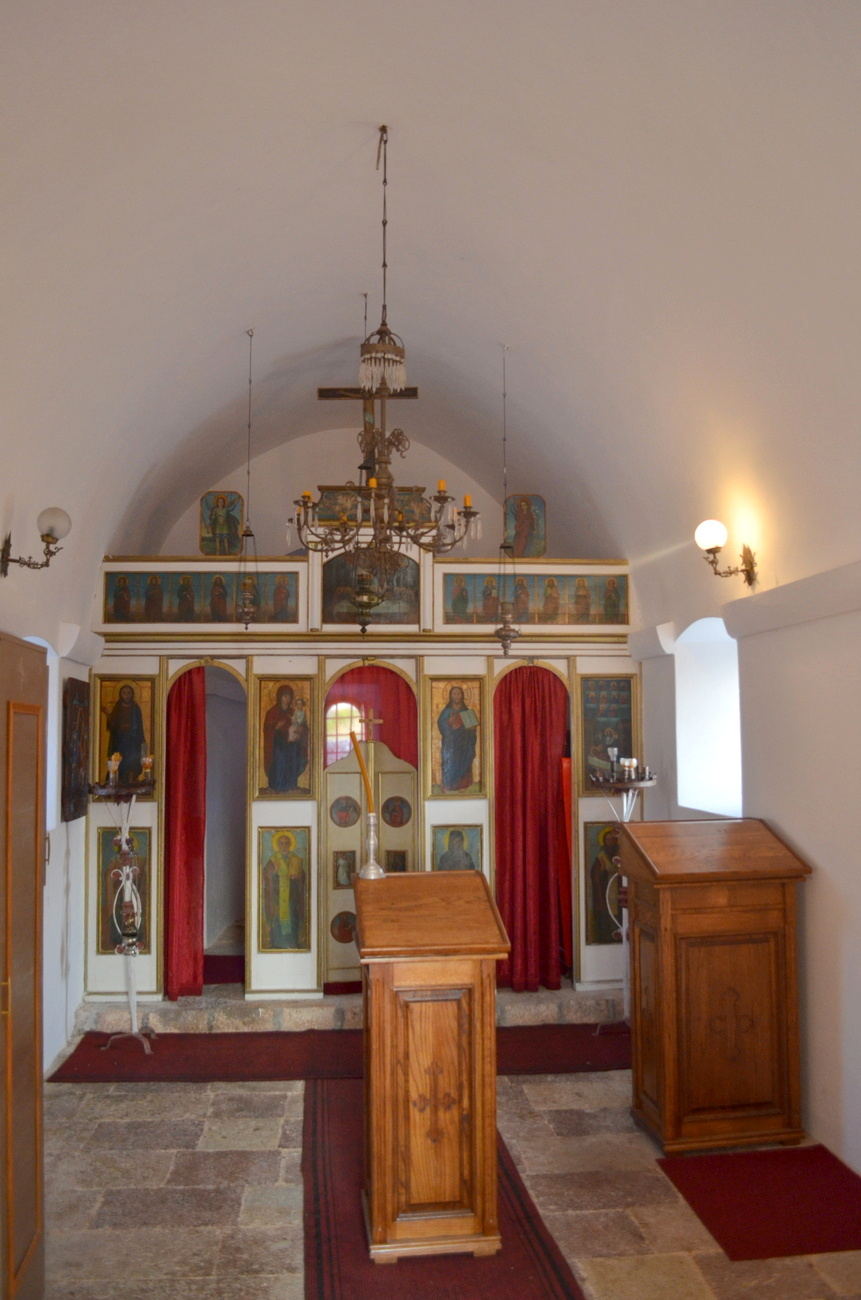